# Inshoring
Inshoring (również backshoring lub reshoring) – zjawisko będące przeciwieństwem offshoringu. Polega na przeniesieniu na teren danego państwa działalności prowadzonej poprzednio w innym kraju.

## Opis
Inshoring ma swe uzasadnienie ekonomiczne wtedy, gdy zagraniczni dostawcy procesów nie są konkurencyjni wobec dostawców krajowych, np. w wyniku wzrostu kosztów pracy na rynkach zewnętrznych, lub spadku cen danej usługi w gospodarce wewnętrznej. Innymi powodami przemawiającymi na rzecz inshoringu, zamiast offshoringu są też zapewnienie jakości i innowacji.